# Biraia
Biraia är ett släkte av fjärilar. Biraia ingår i familjen tandspinnare.
Kladogram enligt Catalogue of Life:
| Biraia | \| \| Biraia ferrifusa \| \| \| \| \| \| Biraia postica \| \| \| \| |
|        | \| \| Biraia ferrifusa \| \| \| \| \| \| Biraia postica \| \| \| \| |
|        | Biraia ferrifusa                                                    |
|        |                                                                     |
|        | Biraia postica                                                      |
|        |                                                                     |